# Richard Richardsson
Richard Richardsson (n. 1 februarie 1974, Åre, Comitatul Jämtland, Suedia) este un sportiv ce a reprezentat Suedia, medaliat olimpic. A participat la 2 ediții ale Jocurilor Olimpice (2002, 2006) în care a câștigat o medalie de argint.